# Histoire ecclésiastique du peuple anglais
L'Histoire ecclésiastique du peuple anglais (Historia ecclesiastica gentis Anglorum en latin) est un ouvrage de Bède le Vénérable écrit vers 731. Comme son titre le suggère, il s'agit d'une histoire de l'Angleterre qui s'intéresse tout particulièrement à sa christianisation.
L'Histoire laisse une large part aux légendes répandues à l'époque au sujet de l'Angleterre. Ce n'en est pas moins une œuvre remarquable et atypique dans son contexte, en raison du travail de recherche entrepris par l'auteur. Plus loin, elle se distingue par sa rigueur, sa précision (en particulier dans le système de datation) et la clarté de sa langue. L'ouvrage, entre hagiographie, martyrologe et histoire nationale, défend la thèse d'un christianisme fédérateur qui permet de dépasser les différences régionales et qui fonde la nation anglaise. La question du monachisme celtique et de l'histoire de la Northumbrie occupe ainsi une grande place.
Inspirée par la méthode d'Eusèbe de Césarée (comme son titre l'indique en référence à l'ouvrage de l'historien d'Orient), cette œuvre d'une grande modernité se montre soucieuse de questions du siècle, des difficultés de l'Église d'Angleterre et de sa relation avec Rome. 

## Sources
L'ouvrage a été écrit à la demande de l'abbé Albinus, un disciple d'Adrien de Cantorbéry et de l'archevêque Théodore de Tarse[source secondaire souhaitée]. Ce dernier semble avoir fourni à Bède de nombreux matériaux pour mener à bien la rédaction de son ouvrage, notamment de nombreux mémoires écrits par les premiers prédicateurs chrétiens en Angleterre. Il envoya même un prêtre de l'Église de Londres nommé Nothelm en voyage à Rome pour y consulter des archives, en particulier des lettres du pape Grégoire le Grand (qui avait envoyé de nombreux missionnaires sur l'île). Bède reçut également des documents envoyés par l'évêque Daniel pour les affaires du Wessex, et par l'abbé Esi pour les affaires d'Est-Anglie.

## Résumé

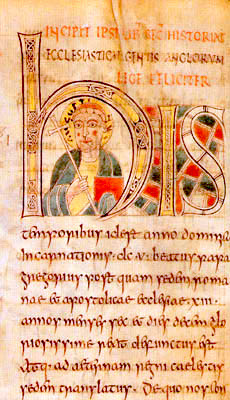
Saint Petersburg, Bibliothèque Nationale de Russie, lat. Q. v. I. 18. Manuscrit enluminé tardif du VIIIe siècle.

L'Histoire est composée d’une préface à l’adresse du roi Ceolwulf de Northumbrie et de cinq livres organisés selon l’ordre chronologique. Bède emploie un système de datation ayant pour origine la naissance du Christ, Anno Domini. C'est un système dont il s'est déjà servi dans son traité De temporum ratione (en), rédigé en 725[réf. nécessaire].

### Premier livre
Le premier livre (34 chapitres) s’ouvre sur une description de l'île de Bretagne et de ses anciens habitants. Il couvre la période s'étendant jusqu’à la fin du VIe siècle. Cette description se rapproche de celle donnée par Tacite dans La Vie d'Agricola, Chapitre X, 7. Bède fait également appel à d'autres sources pour relater l'histoire de l'Angleterre avant l'arrivée de la mission grégorienne, notamment Paul Orose, Pline l'Ancien, Gildas et Isidore de Séville.

### Deuxième livre
Le deuxième livre (20 chapitres) couvre la période s’étendant de l’an 605 jusqu'à la mort du roi Edwin de Northumbrie, en 633.

### Troisième livre
Le troisième livre (30 chapitres) couvre la période s’étendant de la mort d’Edwin jusqu’à la campagne de reconversion des Saxons de l’Est organisée par Jaruman, l’évêque de Mercie dans les années 660.

### Quatrième livre
Le quatrième livre (30 chapitres) commence en 664 et se termine dans les années 680. Il est agrémenté de nombreux développements : miracles et anecdotes religieuses.

### Cinquième livre
Le cinquième livre (24 chapitres) commence en 687 et s’étend jusqu’en 731. L’ouvrage se conclut par une brève chronologie récapitulative de l’histoire de l’Angleterre depuis Jules César, une présentation autobiographique de Bède ainsi qu’un inventaire de sa production littéraire.

## Manuscrits
Deux des plus anciens manuscrits de l'Histoire ecclésiastique du peuple anglais sont le Bède de Saint-Pétersbourg, conservé comme son nom l'indique à la Bibliothèque nationale russe de Saint-Pétersbourg, et le Bède de Moore, conservé à la bibliothèque de l'université de Cambridge. Ces deux manuscrits relèvent d'une même tradition, le « type m », par opposition à une autre tradition, le « type c », dont les représentants possèdent des caractéristiques distinctes.

### Le texte et ses traductions
- Bède le Vénérable (trad. Philippe Delaveau), Histoire ecclésiastique du peuple anglais, Gallimard, coll. « L'Aube des peuples », 1995, 399 p. (ISBN 2-07-073015-8).
- Bède le Vénérable, Histoire ecclésiastique du peuple anglais, 2 tomes, trad., prés. & notes par Olivier Szerwiniack, Florence Bourgne, Jacques Elfassi, Mathieu Lescuyer et Agnès Molinier. La Roue à livres, Les Belles Lettres, Paris, 1999 :
  - Tome I : Conquête et conversion,  (ISBN 2-251-33935-3) ;
  - Tome II : Miracles et missions,  (ISBN 2-251-33936-1)
- Bède le Vénérable, Histoire ecclésiastique du peuple anglais, 3 tomes, intro. et notes par André Crépin, texte critique par Michael Lapidge, trad. par Pierre Monat et Philippe Robin. Sources chrétiennes n° 489, 490, 491. Éditions du Cerf, Paris, 2005.  — Bilingue latin-français.
  - tome I : (livres 1 et 2), 433 pages.  (ISBN 9782204078498)
  - tome II : (livres 3 et 4), 422 pages.  (ISBN 9782204080125)
  - tome III : (livre 5 et divers index), 264 p.  (ISBN 9782204080453)

### Analyses
- (en) George Hardin Brown, A Companion to Bede, Woodbridge, Boydell Press, 2009, 192 p. (ISBN 978-1-84383-476-2).
- (en) N. J. Higham, (Re-)Reading Bede : The Historia Ecclesiastica in Context, Routledge, 2006, 279 p. (ISBN 978-0415353687).
- Olivier Szerwiniack, « Les relations entre l’Irlande et l’Angleterre dans l’Histoire ecclésiastique de Bède le Vénérable », dans Un espace colonial et ses avatars : naissance d’identités nationales : Angleterre, France, Irlande (Ve – XVe siècles), p. 19-39, dir. Florence Bourgne, Leo Carruthers et Arlette Sancery, Presses universitaires Paris-Sorbonne, Paris, 2008.
- Georges Tugène, L’image de la nation anglaise dans l’Histoire ecclésiastique de Bède le Vénérable, Presses universitaires de Strasbourg, Strasbourg, 2001.